# Rusvai Miklós
Rusvai Miklós (Budapest, 1953. június 28. –) magyar állatorvos, vírusszakértő, állatorvosi virológus, tanszékvezető egyetemi tanár, az MTA doktora (2009).

## Életpályája
Középiskolai tanulmányait 1967 és 1971 között a Budapesti Piarista Gimnáziumban, felsőfokú tanulmányait 1973 és 1978 között a budapesti Állatorvos-tudományi Egyetemen végezte. 1979 és 2002 között az Egyetem  Járványtani és Mikrobiológiai Tanszékén dolgozott; 1980-tól egyetemi tanársegéd, 1986-tól egyetemi adjunktus, 1995-től egyetemi docens, majd 2000-től egyetemi tanár. 2002 és 2015 között  a Kórbonctani és Igazságügyi Állatorvostani Tanszék tanszékvezető egyetemi tanára volt. Eközben 2004 és 2012 között dékánhelyettes volt (2004-2010: nemzetközi kapcsolatok, 2010-2012: továbbképzés) illetve 2010 és 2015 között ő volt az Állatorvos-tudományi Doktori Iskola elnöke.
2016-ban vonult nyugállományba.

## Tudományos fokozatai
- az állatorvos-tudomány kandidátusa (1994, A kettes típusú bovin adenovírus kórokozóképessége, fehérje- és génszerkezete).
- az MTA doktora (2009, A szarvasmarha és a ló légzőszervi tünetegyüttesének előidézésében szerepet játszó egyes kórokozók vizsgálata).

## Szakterülete
Állatorvosi járványtan, állatorvosi patológia, fertőző betegségek, virológia

## Kutatási területe
- Adenovírusok molekuláris szerkezete
- Légzőszervi vírusfertőzések
- Mézelő méh vírusfertőzései

## Szervezeti tagságai
- MTA Állatorvos-tudományi Bizottság (szavazati jogú tag)
- Magyar Mikrobiológiai Társaság (alelnök)
- Országos Magyar Méhészeti Egyesület (általános elnökhelyettes)

## Díjai, elismerései
- Szent István Érem (2011)
- Manninger Emlékérem (2014)
- Elszármazottak Jászapátiért díj (2020)[3]
- Jász-Nagykun-Szolnok Megye Príma Díj (2021)
- Az Év Állatorvosa (2021)
- Hőgyes-Aujeszky Emlékérem (2021)
- Szendei Ádám Emlékérem (2022)